# 2528 Mohler
2528 Mohler (1953 TF1) là một tiểu hành tinh vành đai chính được phát hiện ngày 8 tháng 10 năm 1953 bởi Đài thiên văn Goethe Link ở Brooklyn.